# Giro d'Italia 2012
Il Giro d'Italia 2012, novantacinquesima edizione della corsa e quindicesima prova dell'UCI World Tour 2012, si svolse in ventuno tappe dal 5 al 27 maggio 2012 per un totale di 3 505,1 km, con partenza da Herning (Danimarca) e arrivo a Milano. La vittoria fu conquistata dal canadese Ryder Hesjedal, che completò il percorso in 91h39'02", alla media di 38,244 km/h, precedendo lo spagnolo Joaquim Rodríguez e il belga Thomas De Gendt.
Sul traguardo di Milano 157 ciclisti, su 198 partiti da Herning, portarono a termine la competizione. 

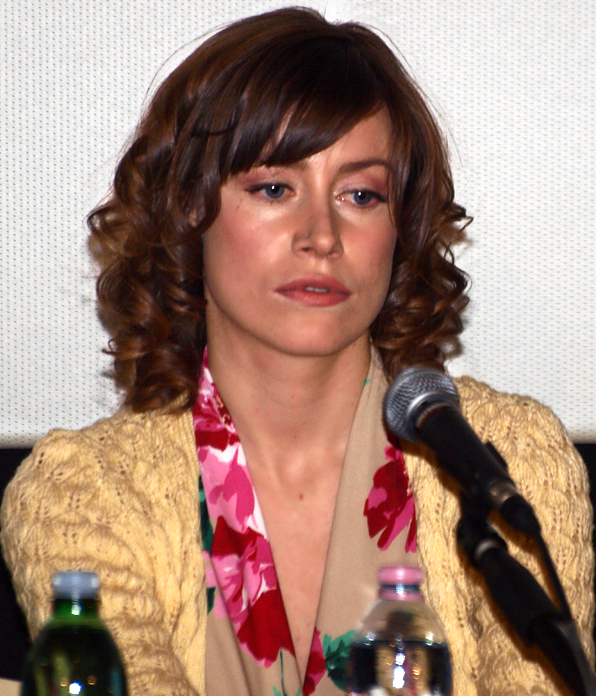
L'attrice Giorgia Würth, madrina dell'edizione 2012 del Giro.

## Percorso

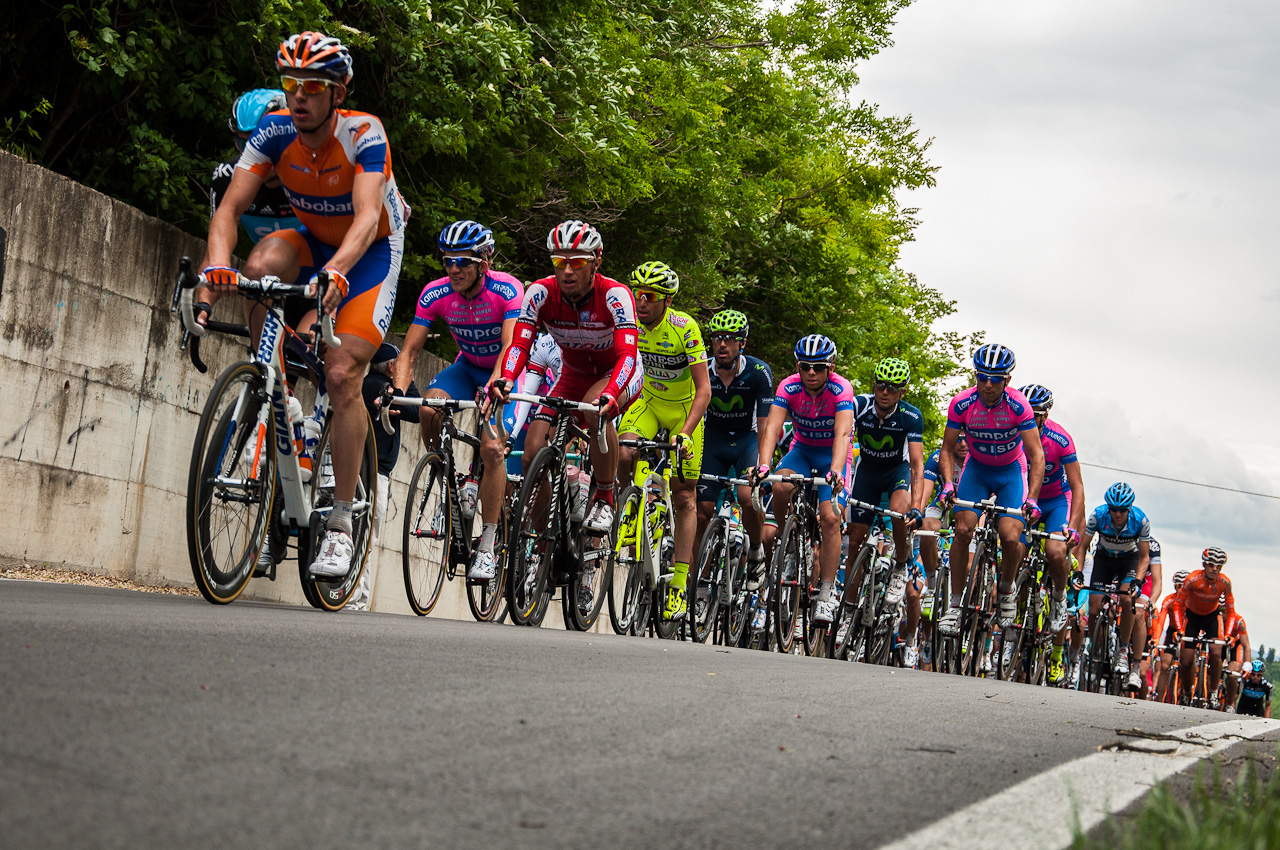
Il gruppo dei corridori durante un passaggio dell'11ª tappa (Assisi > Montecatini Terme)

Il percorso fu presentato ufficialmente il 16 ottobre 2011 a Milano, ma così come quello del Tour de France fu inavvertitamente rivelato il 10 ottobre. Per la prima volta nella sua storia, la corsa prese il via in Danimarca. Fu la decima volta che la tappa iniziale si disputò fuori dall'Italia (l'ultima era stata ad Amsterdam nel 2010. La partenza avvenne da Herning, dove si svolse una breve cronometro individuale. Il soggiorno danese continuò con altre due tappe, seguite dalla prima delle due giornate di riposo. La corsa ripartì poi da Verona con una cronometro a squadre. Come da tradizione l'arrivo finale fu fissato a Milano, con una crono individuale di 31,5 km.
Gli arrivi in salita furono sei: Rocca di Cambio, Lago Laceno (arrivo di tappa più meridionale), Cervinia, Pian dei Resinelli, Alpe di Pampeago, Passo dello Stelvio; quest'ultimo, incluso nella stessa tappa con l'ascesa del Mortirolo, fu la cima Coppi. Inizialmente per tutti i sei arrivi in salita non erano stati previsti gli abbuoni (di 20", 12" e 8" rispettivamente al primo, al secondo e al terzo classificato). Successivamente si decise di non assegnare gli abbuoni di tappa solo per gli ultimi quattro arrivi in salita e per la tappa d'alta montagna con traguardo a Cortina d'Ampezzo. Oltre agli arrivi in alta quota, anche il traguardo di Assisi fu un GPM di 4ª categoria.
In ricordo di Wouter Weylandt, scomparso durante il Giro dell'anno precedente in seguito a una caduta nella discesa del passo del Bocco, si decise di ritirare il numero di gara 108 (indossato da Weylandt). La maglia verde di miglior scalatore, istituita nel 1974, fu sostituita da questa edizione del Giro con la maglia azzurra, cambio di colore voluto da Banca Mediolanum, nuovo sponsor della maglia.

## Tappe
| Tappa  | Data      | Percorso                                          | km      | Vincitore di tappa    | Leader cl. generale  |
| ------ | --------- | ------------------------------------------------- | ------- | --------------------- | -------------------- |
| 1ª     | 5 maggio  | Herning (DNK) > Herning (DNK) (cron. individuale) | 8,7     | Taylor Phinney        | Taylor Phinney       |
| 2ª     | 6 maggio  | Herning (DNK) > Herning (DNK)                     | 206     | Mark Cavendish        | Taylor Phinney       |
| 3ª     | 7 maggio  | Horsens (DNK) > Horsens (DNK)                     | 190     | Matthew Goss          | Taylor Phinney       |
|        | 8 maggio  | giorno di riposo                                  |         |                       |                      |
| 4ª     | 9 maggio  | Verona > Verona (cron. a squadre)                 | 33,2    | Team Garmin-Barracuda | Ramūnas Navardauskas |
| 5ª     | 10 maggio | Modena > Fano                                     | 209     | Mark Cavendish        | Ramūnas Navardauskas |
| 6ª     | 11 maggio | Urbino > Porto Sant'Elpidio                       | 210     | Miguel Ángel Rubiano  | Adriano Malori       |
| 7ª     | 12 maggio | Recanati > Rocca di Cambio                        | 205     | Paolo Tiralongo       | Ryder Hesjedal       |
| 8ª     | 13 maggio | Sulmona > Lago Laceno                             | 229     | Domenico Pozzovivo    | Ryder Hesjedal       |
| 9ª     | 14 maggio | San Giorgio del Sannio > Frosinone                | 166     | Francisco Ventoso     | Ryder Hesjedal       |
| 10ª    | 15 maggio | Civitavecchia > Assisi                            | 186     | Joaquim Rodríguez     | Joaquim Rodríguez    |
| 11ª    | 16 maggio | Assisi > Montecatini Terme                        | 255     | Roberto Ferrari       | Joaquim Rodríguez    |
| 12ª    | 17 maggio | Seravezza > Sestri Levante                        | 155     | Lars Bak              | Joaquim Rodríguez    |
| 13ª    | 18 maggio | Savona > Cervere                                  | 121     | Mark Cavendish        | Joaquim Rodríguez    |
| 14ª    | 19 maggio | Cherasco > Cervinia                               | 209     | Andrey Amador         | Ryder Hesjedal       |
| 15ª    | 20 maggio | Busto Arsizio > Piani dei Resinelli               | 169     | Matteo Rabottini      | Joaquim Rodríguez    |
|        | 21 maggio | giorno di riposo                                  |         |                       |                      |
| 16ª    | 22 maggio | Limone sul Garda > Falzes                         | 173     | Ion Izagirre          | Joaquim Rodríguez    |
| 17ª    | 23 maggio | Falzes > Cortina d'Ampezzo                        | 186     | Joaquim Rodríguez     | Joaquim Rodríguez    |
| 18ª    | 24 maggio | San Vito di Cadore > Vedelago                     | 149     | Andrea Guardini       | Joaquim Rodríguez    |
| 19ª    | 25 maggio | Treviso > Alpe di Pampeago                        | 198     | Roman Kreuziger       | Joaquim Rodríguez    |
| 20ª    | 26 maggio | Caldes > Passo dello Stelvio                      | 219     | Thomas De Gendt       | Joaquim Rodríguez    |
| 21ª    | 27 maggio | Milano > Milano (cron. individuale)               | 28,2    | Marco Pinotti         | Ryder Hesjedal       |
| Totale | Totale    | Totale                                            | 3 505,1 |                       |                      |

## Squadre e corridori partecipanti
Alla competizione presero parte 22 squadre: le diciotto iscritte all'UCI ProTeam e le 4 UCI Professional Continental Team, per un totale di 198 corridori al via.
| N.      | Cod. | Squadra                   |
| ------- | ---- | ------------------------- |
| 1-9     | LAM  | Lampre-ISD                |
| 11-19   | ALM  | AG2R La Mondiale          |
| 21-29   | AND  | Androni-Venezuela         |
| 31-39   | AST  | Astana Pro Team           |
| 41-49   | BMC  | BMC Racing Team           |
| 51-59   | COG  | Colnago-CSF Inox          |
| 61-69   | EUS  | Euskaltel-Euskadi         |
| 71-79   | FAR  | Farnese Vini-Selle Italia |
| 81-89   | FDJ  | FDJ-BigMat                |
| 91-99   | GRM  | Team Garmin-Barracuda     |
| 100-109 | OGE  | Orica-GreenEDGE           |

| N.      | Cod. | Squadra                |
| ------- | ---- | ---------------------- |
| 111-119 | KAT  | Katusha Team           |
| 121-129 | LIQ  | Liquigas-Cannondale    |
| 131-139 | LTB  | Lotto-Belisol Team     |
| 141-149 | MOV  | Movistar Team          |
| 150-158 | OPQ  | Omega Pharma-Quickstep |
| 161-169 | RAB  | Rabobank Cycling Team  |
| 171-179 | RNT  | RadioShack-Nissan      |
| 181-189 | SKY  | Sky Procycling         |
| 191-199 | APP  | Team NetApp            |
| 201-209 | SBS  | Team Saxo Bank         |
| 211-219 | VCD  | Vacansoleil-DCM        |

## Resoconto degli eventi

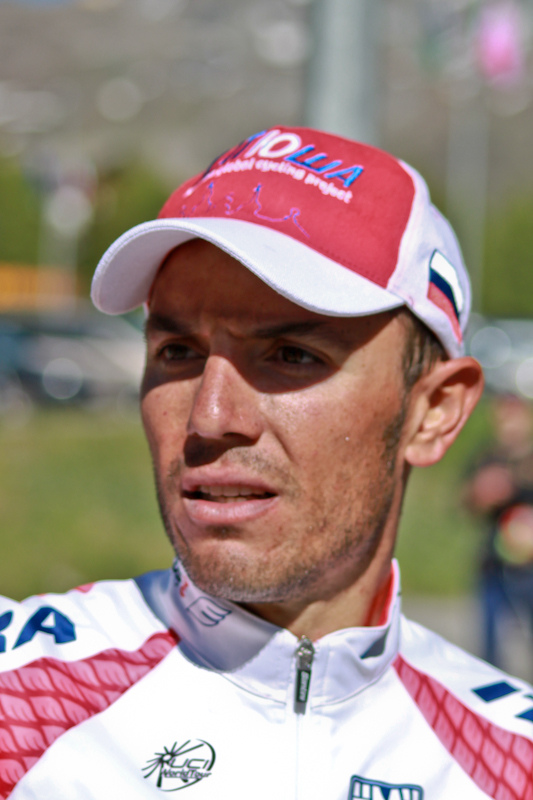
Lo spagnolo Joaquim Rodríguez, a lungo maglia rosa di quest'edizione.

Il Giro del 2012, il primo con a capo Michele Acquarone, prese il via dalla Danimarca, con la cronometro di Herning. Già alla vigilia sembrava che questa edizione dovesse essere molto combattuta, a causa del gran numero di "big" alla partenza, ma anche per l'assenza di un favorito d'obbligo, dopo la squalifica dello spagnolo Alberto Contador, e per la presenza di tappe impegnative come quelle di Porto Sant'Elpidio, di Pian dei Resinelli, dell'Alpe di Pampeago (scalata due volte nel corso di una stessa tappa) e del Passo dello Stelvio. Partecipano Damiano Cunego (vincitore nel 2004), Ivan Basso (vincitore nel 2006 e nel 2010), il campione in carica Michele Scarponi e il vincitore della classifica giovani del 2011 Roman Kreuziger: alla vigilia i favoriti per la vittoria finale sono proprio loro, insieme a Joaquim Rodríguez, reduce da una buona campagna del nord, a Fränk Schleck, chiamato all'ultimo momento, e a John Gadret. Per gli arrivi in volata il favorito era invece il campione del mondo in carica Mark Cavendish; sono comunque al via anche Tyler Farrar, Matthew Goss, Mark Renshaw e Daniele Bennati.

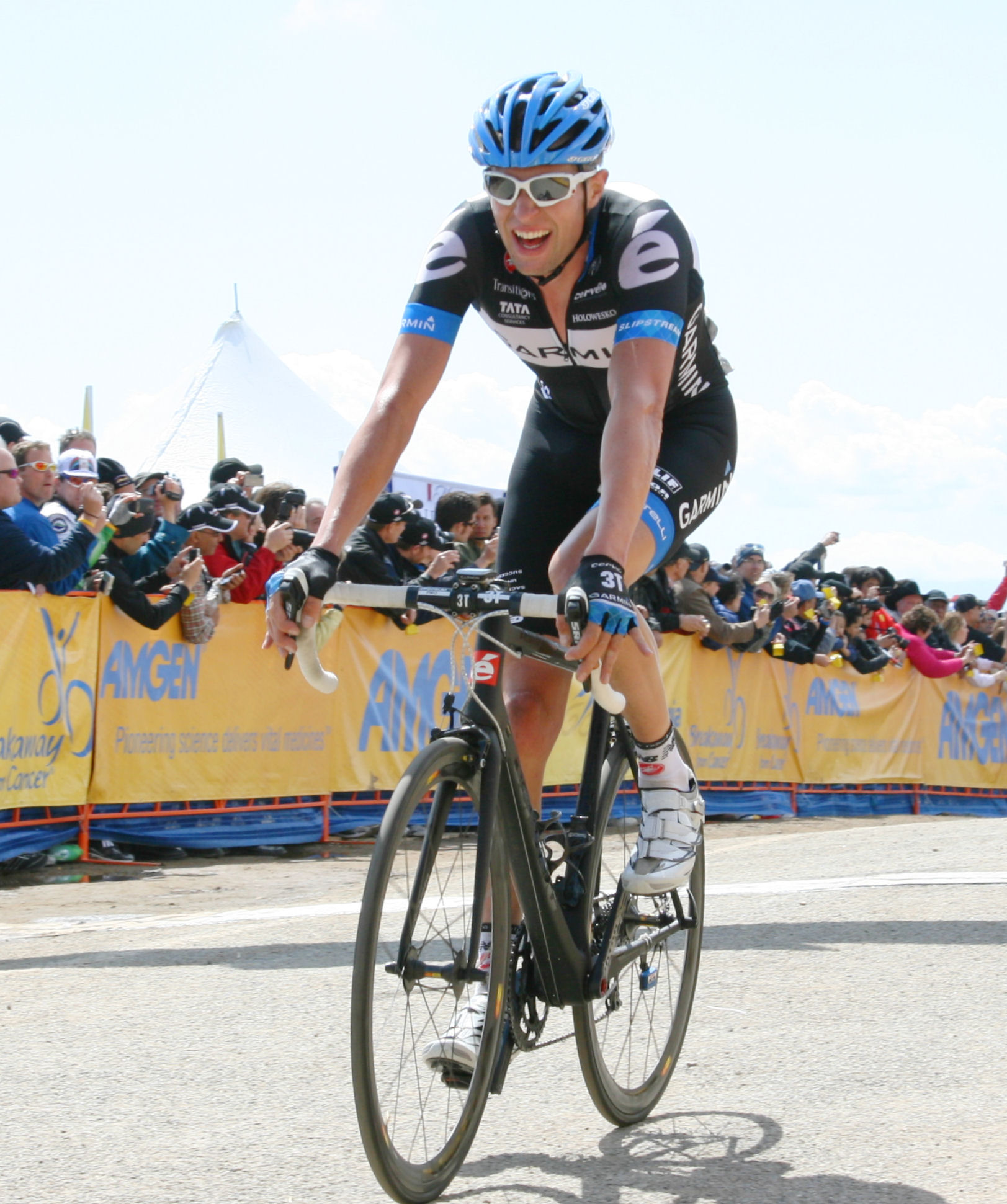
Il canadese Ryder Hesjedal

La cronometro iniziale venne vinta dal giovane statunitense Taylor Phinney: sua fu anche la prima maglia rosa. Le altre due tappe danesi, caratterizzate dal forte vento, si risolsero con delle volate di gruppo, vinte l'una da Mark Cavendish, l'altra dall'australiano Matthew Goss. Dopo il trasferimento la prima tappa italiana fu la cronometro a squadre di Verona, dove vinse il Team Garmin-Barracuda. Phinney dovette cedere il primato dopo il deludente decimo posto della sua BMC Racing Team (incide comunque un errore in curva dello stesso Phinney): la rosa passò sulle spalle del giovane lituano della Garmin Ramūnas Navardauskas. Dopo la volata vinta da Cavendish a Fano e la tappa di Porto Sant'Elpidio, con la vittoria di Miguel Ángel Rubiano, Navardauskas lasciò la leadership della generale all'italiano Adriano Malori, tra i fuggitivi della frazione di Porto Sant'Elpidio.
L'atleta della Lampre-ISD deve però abdicò dopo un solo giorno, a Rocca di Cambio, quando trionfò Paolo Tiralongo: la maglia rosa divenne il canadese Ryder Hesjedal, terzo in classifica 24 ore prima. Dopo Rocca di Cambio seguirono i successi di Domenico Pozzovivo a Lago Laceno, e di Francisco Ventoso in volata a Frosinone. Ad Assisi la maglia rosa cambiò proprietario: Joaquim Rodríguez, che ottenne il successo di tappa. Alla tappa di Assisi seguirono due volate di gruppo (successi per Ferrari e ancora per Cavendish) e, nella tappa semipianeggiante di Sestri Levante, si impose Lars Bak, dopo una lunga fuga. Il giorno dopo, sul Cervino (vittoria di Andrey Amador), Ryder Hesjedal si riprese la maglia rosa: nell'occasione, dopo aver resistito agli attacchi degli altri big, si rese a sua volta protagonista di un attacco, grazie al quale si riportò provvisoriamente in testa alla classifica.
Il giorno successivo Matteo Rabottini fu l'eroe di Pian dei Resinelli: dopo una lunghissima fuga solitaria l'atleta pescarese, riuscì a rispondere all'aggancio di Rodríguez, avvenuto all'ultimo chilometro, e a superarlo in una volata a due sulle ultime rampe. Quel giorno Hesjedal non in condizione, perse diversi secondi, nonché il simbolo del primato, che tornò sulle spalle dello spagnolo della Katusha. La tappa di Falzes vide andare in porto la fuga, con la vittoria di Ion Izagirre. Nella frazione di Cortina d'Ampezzo, Roman Kreuziger perse ben 11 minuti, venendo estromesso definitivamente dalla parte alta della classifica. Quel giorno anche il campione in carica Scarponi fu in difficoltà (per una crisi di crampi), riuscendo però a ricongiungersi al gruppetto dei migliori, formato da Basso, Rodríguez, Hesjedal, Urán e Pozzovivo. Fu comunque Rodríguez a portarsi a casa la tappa, precedendo Ivan Basso.

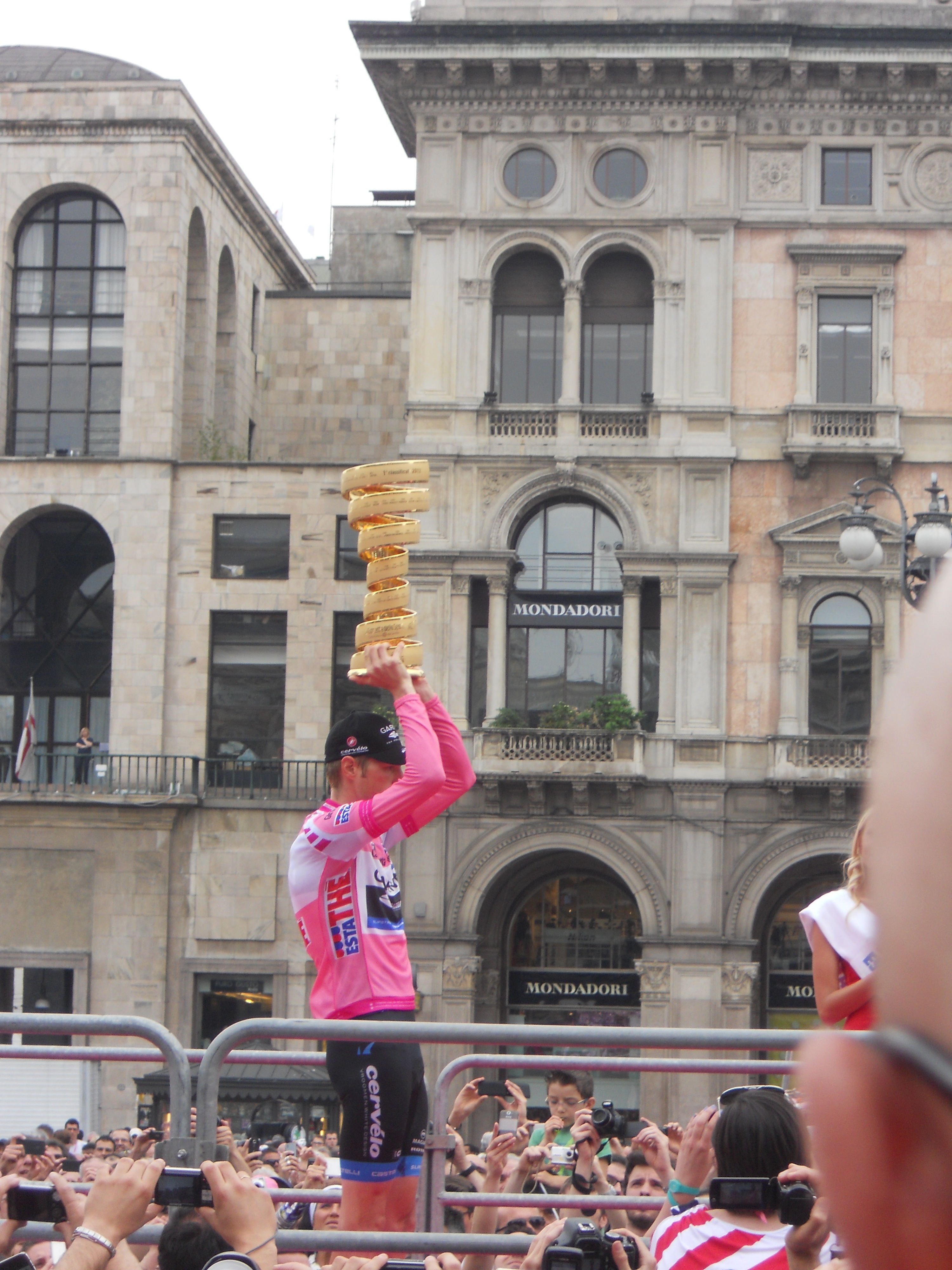
Hesjedal alza la coppa del vincitore a Milano

Dopo la volata di Vedelago, vinta da Andrea Guardini, si arrivò alle due tappe decisive. Sull'Alpe di Pampeago trionfò Kreuziger, mentre per la generale fu Ryder Hesjedal a guadagnare terreneo, staccando tutti con uno allungo negli ultimi chilometri.. Sullo Stelvio avvenne l'impresa dell'outsider Thomas De Gendt: il belga uscì dal gruppo sulla salita del Mortirolo, si riportò sui fuggitivi di giornata e vinse in solitaria a quota 2757 m s.l.m., sulla Cima Coppi del Giro 2012. Con questa azione riuscì inoltre a risalire dall'ottava alla quarta posizione in classifica generale. Dietro di lui solo Hesjedal tirò per riavvicinarsi, salvo poi essere staccato all'ultimo chilometro da Rodríguez e da Scarponi: ciò nonostante il canadese perse solo 13 secondi dalla maglia rosa, restando in lizza per il successo finale.
Nella cronometro conclusiva di Milano, vinta da Marco Pinotti, De Gendt scavalcò Scarponi salendo sul terzo gradino del podio, mentre Hesjedal riuscì a guadagnare 47 secondi sul diretto avversario Rodríguez, superandolo in classifica e aggiudicandosi così, per soli 16 secondi, la novantacinquesima edizione della Corsa Rosa.

## Dettagli delle tappe

### 1ª tappa

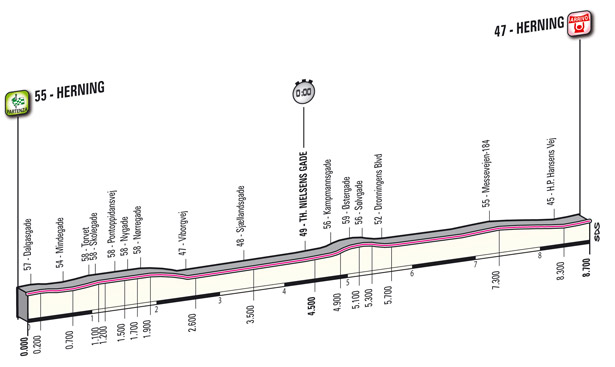

- 5 maggio: Herning (Danimarca) > Herning (Danimarca)[10] – Cronometro individuale – 8,7 km

Risultati
| Pos. | Corridore      | Squadra    | Tempo  |
| ---- | -------------- | ---------- | ------ |
| 1    | Taylor Phinney | BMC Racing | 10'26" |
| 2    | Geraint Thomas | Sky        | a 9"   |
| 3    | Alex Rasmussen | Garmin     | a 13"  |

| Pos. | Corridore      | Squadra    | Tempo  |
| ---- | -------------- | ---------- | ------ |
| 1    | Taylor Phinney | BMC Racing | 10'26" |
| 2    | Geraint Thomas | Sky        | a 9"   |
| 3    | Alex Rasmussen | Garmin     | a 13"  |

### 2ª tappa
- 6 maggio: Herning (Danimarca) > Herning (Danimarca) – 206 km

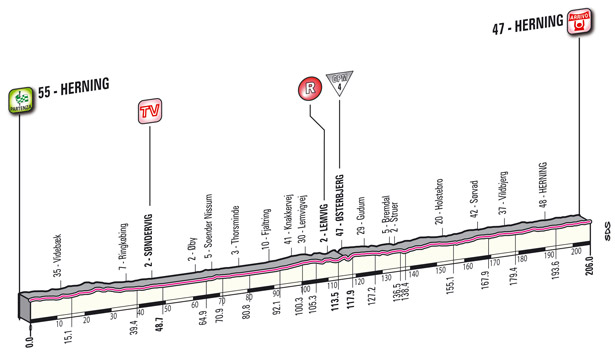

Risultati
| Pos. | Corridore      | Squadra | Tempo    |
| ---- | -------------- | ------- | -------- |
| 1    | Mark Cavendish | Sky     | 4h53'12" |
| 2    | Matthew Goss   | Orica   | s.t.     |
| 3    | Geoffrey Soupe | FDJ     | s.t.     |

| Pos. | Corridore      | Squadra    | Tempo    |
| ---- | -------------- | ---------- | -------- |
| 1    | Taylor Phinney | BMC Racing | 5h03'38" |
| 2    | Geraint Thomas | Sky        | a 9"     |
| 3    | Alex Rasmussen | Garmin     | a 13"    |

### 3ª tappa
- 7 maggio: Horsens (Danimarca) > Horsens (Danimarca) – 190 km

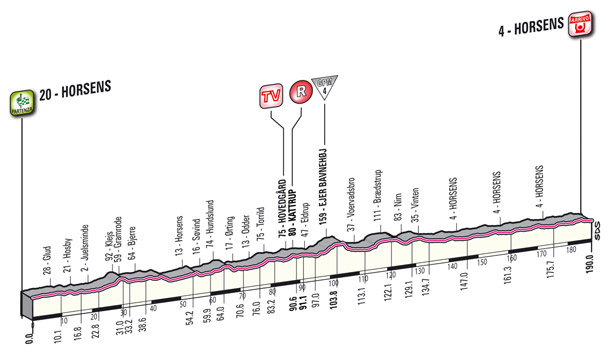

Risultati
| Pos. | Corridore       | Squadra   | Tempo    |
| ---- | --------------- | --------- | -------- |
| 1    | Matthew Goss    | Orica     | 4h20'53" |
| 2    | Juan José Haedo | Saxo Bank | s.t.     |
| 3    | Tyler Farrar    | Garmin    | s.t.     |

| Pos. | Corridore      | Squadra    | Tempo    |
| ---- | -------------- | ---------- | -------- |
| 1    | Taylor Phinney | BMC Racing | 9h24'31" |
| 2    | Geraint Thomas | Sky        | a 9"     |
| 3    | Alex Rasmussen | Garmin     | a 13"    |

### 4ª tappa

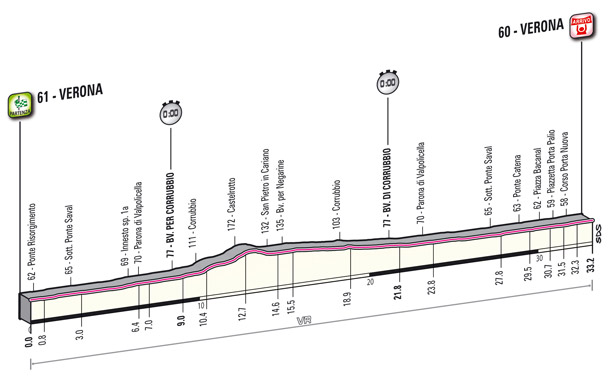

- 9 maggio: Verona > Verona[11] – Cronometro a squadre – 33,2 km

Risultati
| Pos. | Squadra               | Tempo  |
| ---- | --------------------- | ------ |
| 1    | Team Garmin-Barracuda | 37'04" |
| 2    | Katusha Team          | a 5"   |
| 3    | Astana Pro Team       | a 22"  |

| Pos. | Corridore         | Squadra | Tempo     |
| ---- | ----------------- | ------- | --------- |
| 1    | Ram. Navardauskas | Garmin  | 10h01'33" |
| 2    | Tyler Farrar      | Garmin  | a 10"     |
| 3    | Robert Hunter     | Garmin  | s.t.      |

### 5ª tappa

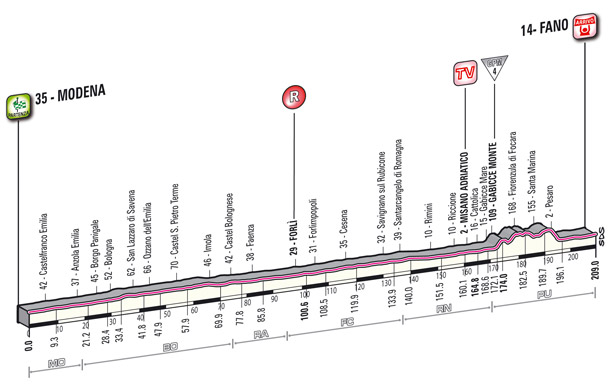

- 10 maggio: Modena > Fano – 209 km

Risultati
| Pos. | Corridore       | Squadra    | Tempo    |
| ---- | --------------- | ---------- | -------- |
| 1    | Mark Cavendish  | Sky        | 4h43'15" |
| 2    | Matthew Goss    | Orica      | s.t.     |
| 3    | Daniele Bennati | RadioShack | s.t.     |

| Pos. | Corridore         | Squadra | Tempo     |
| ---- | ----------------- | ------- | --------- |
| 1    | Ram. Navardauskas | Garmin  | 14h43'15" |
| 2    | Robert Hunter     | Garmin  | a 5"      |
| 3    | Ryder Hesjedal    | Garmin  | a 11"     |

### 6ª tappa

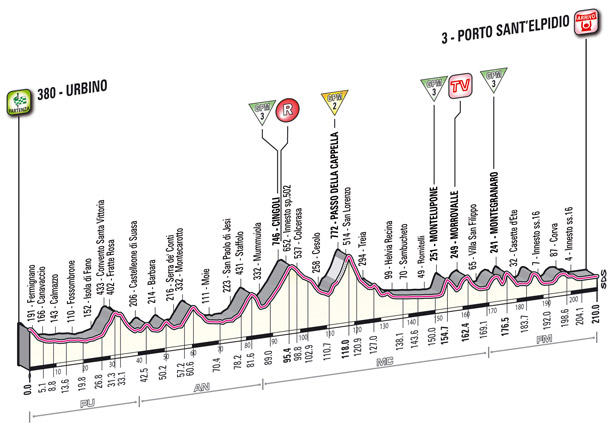

- 11 maggio: Urbino > Porto Sant'Elpidio – 210 km

Risultati
| Pos. | Corridore         | Squadra   | Tempo    |
| ---- | ----------------- | --------- | -------- |
| 1    | Miguel Á. Rubiano | Androni   | 5h38'30" |
| 2    | Adriano Malori    | Lampre    | a 1'10"  |
| 3    | Michał Gołaś      | Omega Ph. | s.t.     |

| Pos. | Corridore      | Squadra   | Tempo     |
| ---- | -------------- | --------- | --------- |
| 1    | Adriano Malori | Lampre    | 20h25'28" |
| 2    | Michał Gołaś   | Omega Ph. | a 15"     |
| 3    | Ryder Hesjedal | Garmin    | a 17"     |

### 7ª tappa

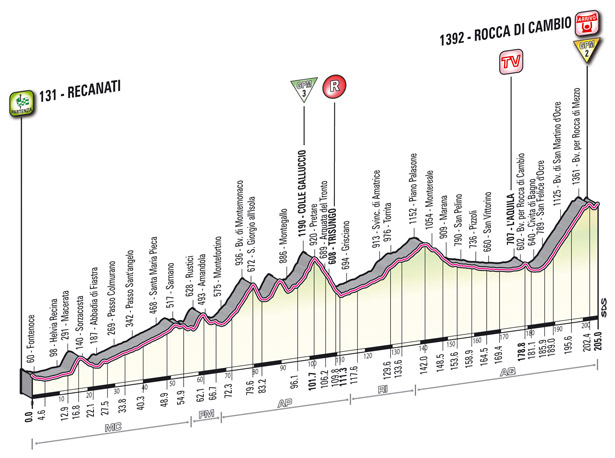

- 12 maggio: Recanati > Rocca di Cambio – 205 km

Risultati
| Pos. | Corridore        | Squadra    | Tempo    |
| ---- | ---------------- | ---------- | -------- |
| 1    | Paolo Tiralongo  | Astana     | 5h51'03" |
| 2    | Michele Scarponi | Lampre-ISD | s.t.     |
| 3    | Fränk Schleck    | RadioShack | a 3"     |

| Pos. | Corridore         | Squadra | Tempo     |
| ---- | ----------------- | ------- | --------- |
| 1    | Ryder Hesjedal    | Garmin  | 26h16'53" |
| 2    | Paolo Tiralongo   | Astana  | a 15"     |
| 3    | Joaquim Rodríguez | Katusha | a 17"     |

### 8ª tappa

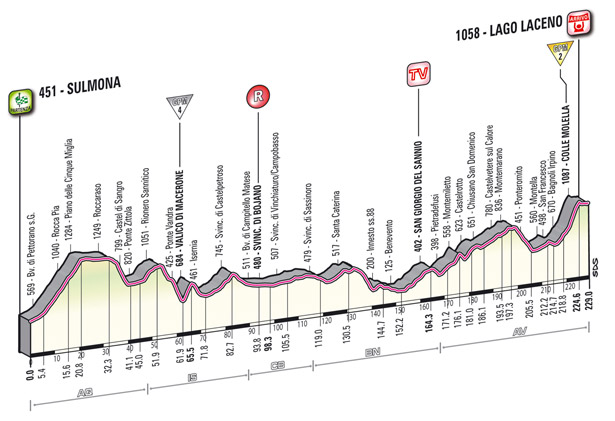

- 13 maggio: Sulmona > Lago Laceno – 229 km

Risultati
| Pos. | Corridore          | Squadra  | Tempo    |
| ---- | ------------------ | -------- | -------- |
| 1    | Domenico Pozzovivo | Colnago  | 6h06'06" |
| 2    | Beñat Intxausti    | Movistar | a 23"    |
| 3    | Joaquim Rodríguez  | Katusha  | a 27"    |

| Pos. | Corridore         | Squadra | Tempo     |
| ---- | ----------------- | ------- | --------- |
| 1    | Ryder Hesjedal    | Garmin  | 32h23'25" |
| 2    | Joaquim Rodríguez | Katusha | a 9"      |
| 3    | Paolo Tiralongo   | Astana  | a 15"     |

### 9ª tappa
- 14 maggio: San Giorgio del Sannio > Frosinone – 166 km

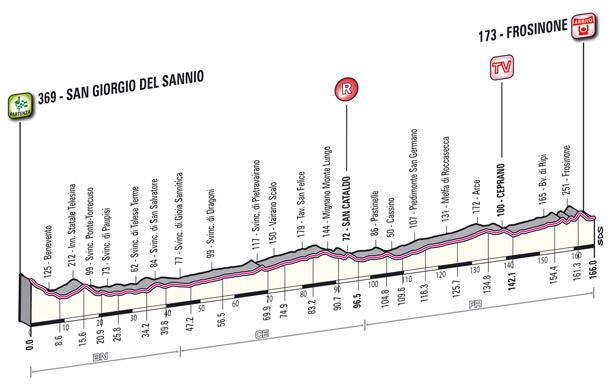

Risultati
| Pos. | Corridore         | Squadra    | Tempo    |
| ---- | ----------------- | ---------- | -------- |
| 1    | Francisco Ventoso | Movistar   | 3h39'15" |
| 2    | Fabio Felline     | Androni    | s.t.     |
| 3    | Giacomo Nizzolo   | RadioShack | s.t.     |

| Pos. | Corridore         | Squadra | Tempo     |
| ---- | ----------------- | ------- | --------- |
| 1    | Ryder Hesjedal    | Garmin  | 36h02'40" |
| 2    | Joaquim Rodríguez | Katusha | a 9"      |
| 3    | Paolo Tiralongo   | Astana  | a 15"     |

### 10ª tappa
- 15 maggio: Civitavecchia > Assisi – 186 km

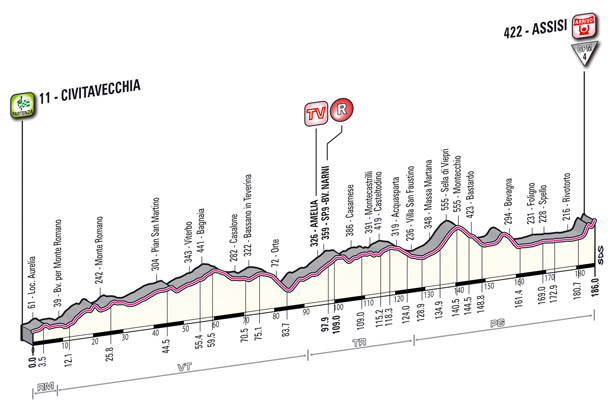

Risultati
| Pos. | Corridore         | Squadra  | Tempo    |
| ---- | ----------------- | -------- | -------- |
| 1    | Joaquim Rodríguez | Katusha  | 4h25'05" |
| 2    | Bartosz Huzarski  | NetApp   | a 2"     |
| 3    | Giovanni Visconti | Movistar | s.t.     |

| Pos. | Corridore         | Squadra | Tempo     |
| ---- | ----------------- | ------- | --------- |
| 1    | Joaquim Rodríguez | Katusha | 40h27'34" |
| 2    | Ryder Hesjedal    | Garmin  | a 17"     |
| 3    | Paolo Tiralongo   | Astana  | a 32"     |

### 11ª tappa

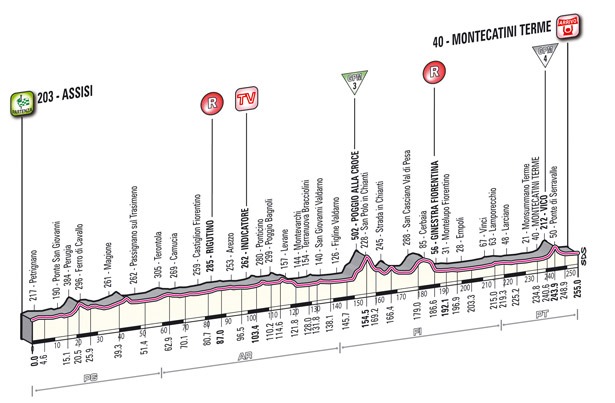

- 16 maggio: Assisi > Montecatini Terme – 255 km

Risultati
| Pos. | Corridore         | Squadra   | Tempo    |
| ---- | ----------------- | --------- | -------- |
| 1    | Roberto Ferrari   | Androni   | 6h49'05" |
| 2    | Francesco Chicchi | Omega Ph. | s.t.     |
| 3    | Tomas Vaitkus     | Orica     | s.t.     |

| Pos. | Corridore         | Squadra | Tempo     |
| ---- | ----------------- | ------- | --------- |
| 1    | Joaquim Rodríguez | Katusha | 47h16'39" |
| 2    | Ryder Hesjedal    | Garmin  | a 17"     |
| 3    | Paolo Tiralongo   | Astana  | a 32"     |

### 12ª tappa

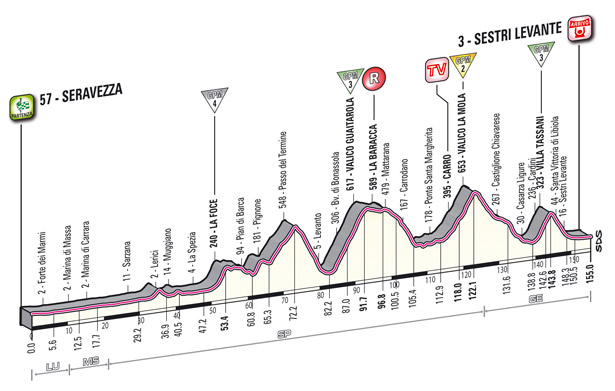

- 17 maggio: Seravezza > Sestri Levante – 155 km

Risultati
| Pos. | Corridore     | Squadra  | Tempo    |
| ---- | ------------- | -------- | -------- |
| 1    | Lars Bak      | Lotto    | 3h58'55" |
| 2    | Sandy Casar   | FDJ      | a 11"    |
| 3    | Andrey Amador | Movistar | s.t.     |

| Pos. | Corridore         | Squadra | Tempo     |
| ---- | ----------------- | ------- | --------- |
| 1    | Joaquim Rodríguez | Katusha | 51h19'08" |
| 2    | Ryder Hesjedal    | Garmin  | a 17"     |
| 3    | Sandy Casar       | FDJ     | a 26"     |

### 13ª tappa

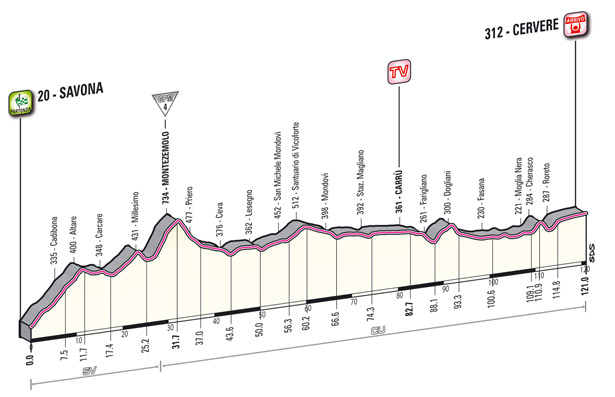

- 18 maggio: Savona > Cervere – 121 km

Risultati
| Pos. | Corridore          | Squadra  | Tempo    |
| ---- | ------------------ | -------- | -------- |
| 1    | Mark Cavendish     | Sky      | 3h02'07" |
| 2    | Alexander Kristoff | Katusha  | s.t.     |
| 3    | Mark Renshaw       | Rabobank | s.t.     |

| Pos. | Corridore         | Squadra | Tempo     |
| ---- | ----------------- | ------- | --------- |
| 1    | Joaquim Rodríguez | Katusha | 54h21'15" |
| 2    | Ryder Hesjedal    | Garmin  | a 17"     |
| 3    | Sandy Casar       | FDJ     | a 26"     |

### 14ª tappa

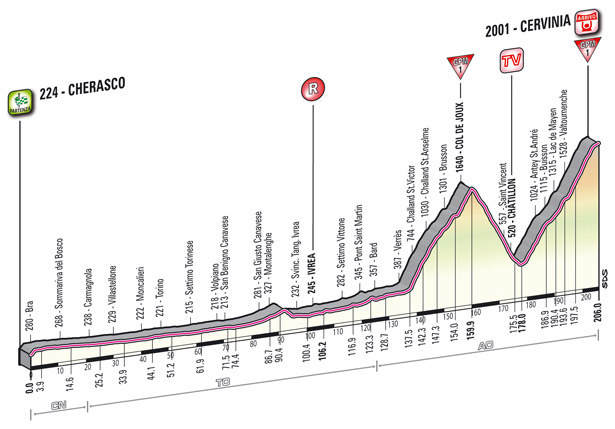

- 19 maggio: Cherasco > Cervinia – 209 km

Risultati
| Pos. | Corridore        | Squadra  | Tempo    |
| ---- | ---------------- | -------- | -------- |
| 1    | Andrey Amador    | Movistar | 5h33'36" |
| 2    | Jan Bárta        | NetApp   | s.t.     |
| 3    | Aless. De Marchi | Androni  | a 2"     |

| Pos. | Corridore         | Squadra | Tempo     |
| ---- | ----------------- | ------- | --------- |
| 1    | Ryder Hesjedal    | Garmin  | 59h55'28" |
| 2    | Joaquim Rodríguez | Katusha | a 7"      |
| 3    | Paolo Tiralongo   | Astana  | a 41"     |

### 15ª tappa
- 20 maggio: Busto Arsizio > Pian dei Resinelli – 169 km

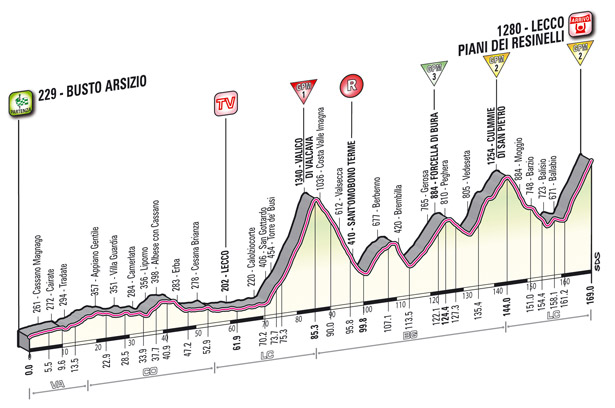

Risultati
| Pos. | Corridore         | Squadra      | Tempo    |
| ---- | ----------------- | ------------ | -------- |
| 1    | Matteo Rabottini  | Farnese Vini | 5h15'30" |
| 2    | Joaquim Rodríguez | Katusha      | s.t.     |
| 3    | Alberto Losada    | Katusha      | a 23"    |

| Pos. | Corridore         | Squadra  | Tempo     |
| ---- | ----------------- | -------- | --------- |
| 1    | Joaquim Rodríguez | Katusha  | 65h11'07" |
| 2    | Ryder Hesjedal    | Garmin   | a 30"     |
| 3    | Ivan Basso        | Liquigas | a 1'22"   |

### 16ª tappa
- 22 maggio: Limone sul Garda > Falzes – 173 km

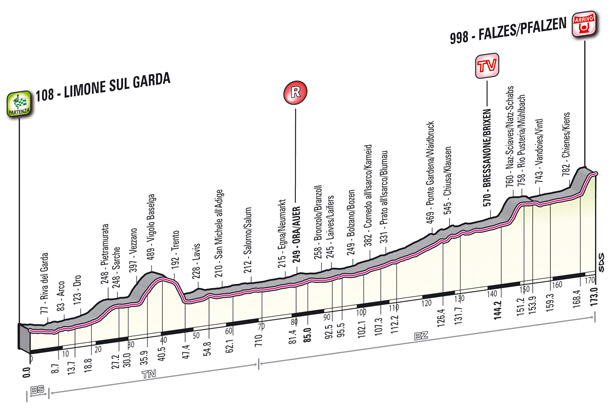

Risultati
| Pos. | Corridore        | Squadra   | Tempo    |
| ---- | ---------------- | --------- | -------- |
| 1    | Ion Izagirre     | Euskaltel | 4h02'00" |
| 2    | Aless. De Marchi | Androni   | a 16"    |
| 3    | Stef Clement     | Rabobank  | s.t.     |

| Pos. | Corridore         | Squadra  | Tempo     |
| ---- | ----------------- | -------- | --------- |
| 1    | Joaquim Rodríguez | Katusha  | 69h22'04" |
| 2    | Ryder Hesjedal    | Garmin   | a 30"     |
| 3    | Ivan Basso        | Liquigas | a 1'22"   |

### 17ª tappa

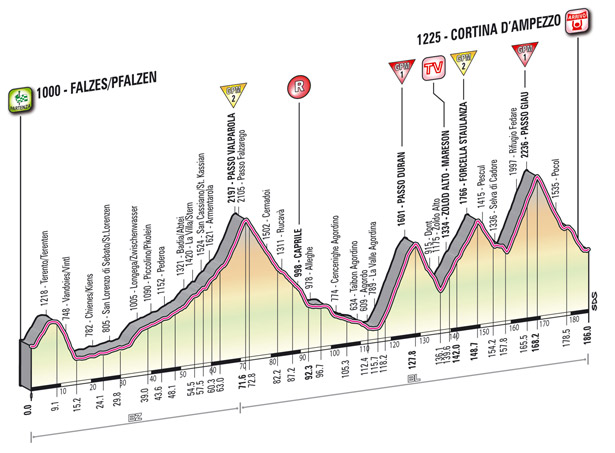

- 23 maggio: Falzes > Cortina d'Ampezzo – 186 km

Risultati
| Pos. | Corridore         | Squadra  | Tempo    |
| ---- | ----------------- | -------- | -------- |
| 1    | Joaquim Rodríguez | Katusha  | 5h24'42" |
| 2    | Ivan Basso        | Liquigas | s.t.     |
| 3    | Ryder Hesjedal    | Garmin   | s.t.     |

| Pos. | Corridore         | Squadra  | Tempo     |
| ---- | ----------------- | -------- | --------- |
| 1    | Joaquim Rodríguez | Katusha  | 74h46'46" |
| 2    | Ryder Hesjedal    | Garmin   | a 30"     |
| 3    | Ivan Basso        | Liquigas | a 1'22"   |

### 18ª tappa
- 24 maggio: San Vito di Cadore > Vedelago – 149 km

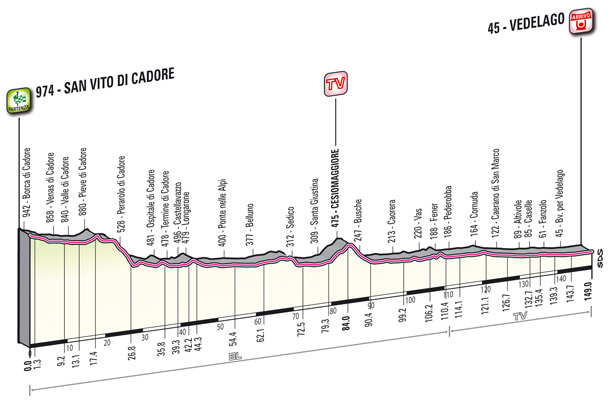

Risultati
| Pos. | Corridore       | Squadra      | Tempo    |
| ---- | --------------- | ------------ | -------- |
| 1    | Andrea Guardini | Farnese Vini | 3h00'52" |
| 2    | Mark Cavendish  | Sky          | s.t.     |
| 3    | Roberto Ferrari | Androni      | s.t.     |

| Pos. | Corridore         | Squadra  | Tempo     |
| ---- | ----------------- | -------- | --------- |
| 1    | Joaquim Rodríguez | Katusha  | 77h47'38" |
| 2    | Ryder Hesjedal    | Garmin   | a 30"     |
| 3    | Ivan Basso        | Liquigas | a 1'22"   |

### 19ª tappa

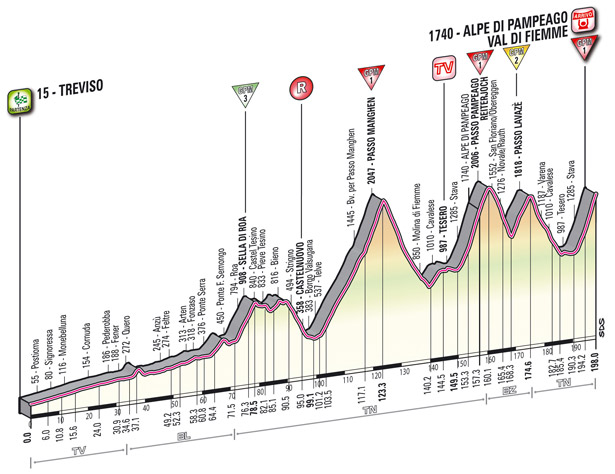

- 25 maggio: Treviso > Alpe di Pampeago – 198 km

Risultati
| Pos. | Corridore         | Squadra | Tempo    |
| ---- | ----------------- | ------- | -------- |
| 1    | Roman Kreuziger   | Astana  | 6h18'03" |
| 2    | Ryder Hesjedal    | Garmin  | a 19"    |
| 3    | Joaquim Rodríguez | Katusha | a 32"    |

| Pos. | Corridore         | Squadra | Tempo     |
| ---- | ----------------- | ------- | --------- |
| 1    | Joaquim Rodríguez | Katusha | 84h06'13" |
| 2    | Ryder Hesjedal    | Garmin  | a 17"     |
| 3    | Michele Scarponi  | Lampre  | a 1'39"   |

### 20ª tappa
- 26 maggio: Caldes > Passo dello Stelvio – 219 km

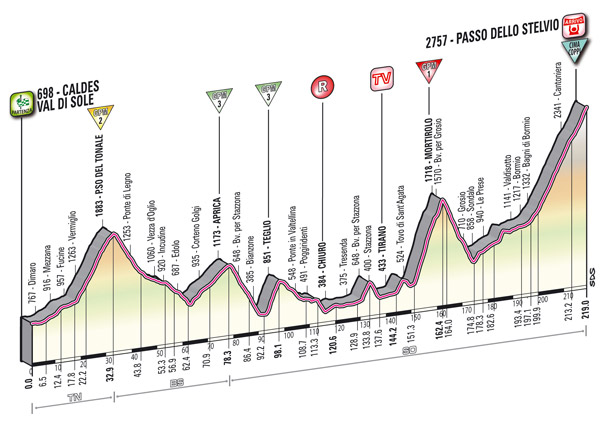

Risultati
| Pos. | Corridore       | Squadra     | Tempo    |
| ---- | --------------- | ----------- | -------- |
| 1    | Thomas De Gendt | Vacansoleil | 6h54'41" |
| 2    | Damiano Cunego  | Lampre      | a 56"    |
| 3    | Mikel Nieve     | Euskaltel   | a 2'50"  |

| Pos. | Corridore         | Squadra | Tempo     |
| ---- | ----------------- | ------- | --------- |
| 1    | Joaquim Rodríguez | Katusha | 91h04'16" |
| 2    | Ryder Hesjedal    | Garmin  | a 31"     |
| 3    | Michele Scarponi  | Lampre  | a 1'51"   |

### 21ª tappa

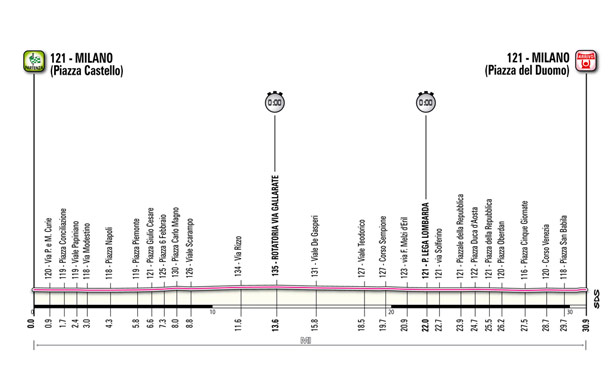

- 27 maggio: Milano > Milano[12] – Cronometro individuale – 28,2 km

Risultati
| Pos. | Corridore      | Squadra    | Tempo  |
| ---- | -------------- | ---------- | ------ |
| 1    | Marco Pinotti  | BMC Racing | 33'06" |
| 2    | Geraint Thomas | Sky        | a 39"  |
| 3    | Jesse Sergent  | RadioShack | a 53"  |

| Pos. | Corridore         | Squadra     | Tempo     |
| ---- | ----------------- | ----------- | --------- |
| 1    | Ryder Hesjedal    | Garmin      | 91h39'02" |
| 2    | Joaquim Rodríguez | Katusha     | a 16"     |
| 3    | Thomas De Gendt   | Vacansoleil | a 1'39"   |

## Evoluzione delle classifiche
| Tappa              | Vincitore             | Classifica generale Maglia rosa | Classifica a punti Maglia rossa | Classifica scalatori Maglia azzurra | Classifica miglior giovane Maglia bianca | Trofeo Fast Team      | Trofeo Super Team     |
| ------------------ | --------------------- | ------------------------------- | ------------------------------- | ----------------------------------- | ---------------------------------------- | --------------------- | --------------------- |
| 1ª                 | Taylor Phinney        | Taylor Phinney                  | Taylor Phinney                  | non assegnata                       | Taylor Phinney                           | Team Garmin-Barracuda | Team Garmin-Barracuda |
| 2ª                 | Mark Cavendish        | Taylor Phinney                  | Mark Cavendish                  | Alfredo Balloni                     | Taylor Phinney                           | Team Garmin-Barracuda | Team Garmin-Barracuda |
| 3ª                 | Matthew Goss          | Taylor Phinney                  | Matthew Goss                    | Alfredo Balloni                     | Taylor Phinney                           | Team Garmin-Barracuda | Team Garmin-Barracuda |
| 4ª                 | Team Garmin-Barracuda | Ramūnas Navardauskas            | Matthew Goss                    | Alfredo Balloni                     | Ramūnas Navardauskas                     | Team Garmin-Barracuda | Team Garmin-Barracuda |
| 5ª                 | Mark Cavendish        | Ramūnas Navardauskas            | Matthew Goss                    | Alfredo Balloni                     | Ramūnas Navardauskas                     | Team Garmin-Barracuda | Team Garmin-Barracuda |
| 6ª                 | Miguel Ángel Rubiano  | Adriano Malori                  | Matthew Goss                    | Miguel Ángel Rubiano                | Adriano Malori                           | Team Garmin-Barracuda | Team Garmin-Barracuda |
| 7ª                 | Paolo Tiralongo       | Ryder Hesjedal                  | Matthew Goss                    | Miguel Ángel Rubiano                | Peter Stetina                            | Team Garmin-Barracuda | Team Garmin-Barracuda |
| 8ª                 | Domenico Pozzovivo    | Ryder Hesjedal                  | Matthew Goss                    | Miguel Ángel Rubiano                | Damiano Caruso                           | Liquigas-Cannondale   | Team Garmin-Barracuda |
| 9ª                 | Francisco Ventoso     | Ryder Hesjedal                  | Matthew Goss                    | Miguel Ángel Rubiano                | Damiano Caruso                           | Liquigas-Cannondale   | Team Garmin-Barracuda |
| 10ª                | Joaquim Rodríguez     | Joaquim Rodríguez               | Matthew Goss                    | Miguel Ángel Rubiano                | Damiano Caruso                           | Liquigas-Cannondale   | Team Garmin-Barracuda |
| 11ª                | Roberto Ferrari       | Joaquim Rodríguez               | Mark Cavendish                  | Miguel Ángel Rubiano                | Damiano Caruso                           | Liquigas-Cannondale   | Team Garmin-Barracuda |
| 12ª                | Lars Bak              | Joaquim Rodríguez               | Mark Cavendish                  | Michał Gołaś                        | Damiano Caruso                           | Movistar Team         | Team Garmin-Barracuda |
| 13ª                | Mark Cavendish        | Joaquim Rodríguez               | Mark Cavendish                  | Michał Gołaś                        | Damiano Caruso                           | Movistar Team         | Team Garmin-Barracuda |
| 14ª                | Andrey Amador         | Ryder Hesjedal                  | Mark Cavendish                  | Michał Gołaś                        | Rigoberto Urán                           | Movistar Team         | Team Garmin-Barracuda |
| 15ª                | Matteo Rabottini      | Joaquim Rodríguez               | Mark Cavendish                  | Matteo Rabottini                    | Sergio Henao                             | Movistar Team         | Team Garmin-Barracuda |
| 16ª                | Ion Izagirre          | Joaquim Rodríguez               | Mark Cavendish                  | Matteo Rabottini                    | Sergio Henao                             | Movistar Team         | Team Garmin-Barracuda |
| 17ª                | Joaquim Rodríguez     | Joaquim Rodríguez               | Mark Cavendish                  | Matteo Rabottini                    | Rigoberto Urán                           | Movistar Team         | Team Garmin-Barracuda |
| 18ª                | Andrea Guardini       | Joaquim Rodríguez               | Mark Cavendish                  | Matteo Rabottini                    | Rigoberto Urán                           | Movistar Team         | Team Garmin-Barracuda |
| 19ª                | Roman Kreuziger       | Joaquim Rodríguez               | Mark Cavendish                  | Matteo Rabottini                    | Rigoberto Urán                           | Movistar Team         | Team Garmin-Barracuda |
| 20ª                | Thomas De Gendt       | Joaquim Rodríguez               | Joaquim Rodríguez               | Matteo Rabottini                    | Rigoberto Urán                           | Lampre-ISD            | Team Garmin-Barracuda |
| 21ª                | Marco Pinotti         | Ryder Hesjedal                  | Joaquim Rodríguez               | Matteo Rabottini                    | Rigoberto Urán                           | Lampre-ISD            | Team Garmin-Barracuda |
| Classifiche finali | Classifiche finali    | Ryder Hesjedal                  | Joaquim Rodríguez               | Matteo Rabottini                    | Rigoberto Urán                           | Lampre-ISD            | Team Garmin-Barracuda |

Maglie indossate da altri ciclisti in caso di due o più maglie vinte
- Nella 2ª e nella 3ª tappa Manuele Boaro ha indossato la maglia bianca e Geraint Thomas quella rossa al posto di Taylor Phinney.
- Nella 4ª tappa Manuele Boaro ha indossato la maglia bianca al posto di Taylor Phinney.
- Nella 5ª tappa Taylor Phinney ha indossato la maglia bianca al posto di Ramūnas Navardauskas.
- Nella 6ª tappa Manuele Boaro ha indossato la maglia bianca al posto di Ramūnas Navardauskas.
- Nella 7ª tappa Peter Stetina ha indossato la maglia bianca al posto di Adriano Malori.
- Nella 21ª tappa Mark Cavendish ha indossato la maglia rossa al posto di Joaquim Rodríguez.

| Tappa | Traguardi Volanti    | Combattività         | Azzurri d'Italia | Premio Fuga      | Fair Play              |
| ----- | -------------------- | -------------------- | ---------------- | ---------------- | ---------------------- |
| 1ª    | non assegnato        | Taylor Phinney       | Taylor Phinney   | non assegnato    | BMC Racing Team        |
| 2ª    | Miguel Ángel Rubiano | Mark Cavendish       | Taylor Phinney   | Alfredo Balloni  | Sky Procycling         |
| 3ª    | Miguel Ángel Rubiano | Matthew Goss         | Matthew Goss     | Alfredo Balloni  | Sky Procycling         |
| 4ª    | Miguel Ángel Rubiano | Matthew Goss         | Matthew Goss     | Alfredo Balloni  | Team Garmin-Barracuda  |
| 5ª    | Olivier Kaisen       | Matthew Goss         | Matthew Goss     | Olivier Kaisen   | Team Garmin-Barracuda  |
| 6ª    | Olivier Kaisen       | Miguel Ángel Rubiano | Matthew Goss     | Olivier Kaisen   | Lampre-ISD             |
| 7ª    | Olivier Kaisen       | Miguel Ángel Rubiano | Matthew Goss     | Reto Hollenstein | Team Garmin-Barracuda  |
| 8ª    | Olivier Kaisen       | Miguel Ángel Rubiano | Matthew Goss     | Reto Hollenstein | Team Garmin-Barracuda  |
| 9ª    | Martijn Keizer       | Miguel Ángel Rubiano | Matthew Goss     | Reto Hollenstein | Team Garmin-Barracuda  |
| 10ª   | Martijn Keizer       | Miguel Ángel Rubiano | Matthew Goss     | Miguel Mínguez   | Katusha Team           |
| 11ª   | Martijn Keizer       | Mark Cavendish       | Matthew Goss     | Olivier Kaisen   | Katusha Team           |
| 12ª   | Martijn Keizer       | Mark Cavendish       | Matthew Goss     | Olivier Kaisen   | Katusha Team           |
| 13ª   | Martijn Keizer       | Mark Cavendish       | Mark Cavendish   | Martijn Keizer   | Katusha Team           |
| 14ª   | Martijn Keizer       | Mark Cavendish       | Mark Cavendish   | Olivier Kaisen   | Katusha Team           |
| 15ª   | Martijn Keizer       | Mark Cavendish       | Mark Cavendish   | Olivier Kaisen   | Katusha Team           |
| 16ª   | Martijn Keizer       | Mark Cavendish       | Mark Cavendish   | Olivier Kaisen   | Katusha Team           |
| 17ª   | Martijn Keizer       | Mark Cavendish       | Mark Cavendish   | Olivier Kaisen   | Katusha Team           |
| 18ª   | Martijn Keizer       | Mark Cavendish       | Mark Cavendish   | Olivier Kaisen   | Liquigas-Cannondale    |
| 19ª   | Martijn Keizer       | Mark Cavendish       | Mark Cavendish   | Olivier Kaisen   | Astana Pro Team        |
| 20ª   | Martijn Keizer       | Mark Cavendish       | Mark Cavendish   | Olivier Kaisen   | Omega Pharma-Quickstep |
| 21ª   | Martijn Keizer       | Mark Cavendish       | Mark Cavendish   | Olivier Kaisen   | Omega Pharma-Quickstep |

## Classifiche finali

### Classifica generale - Maglia rosa

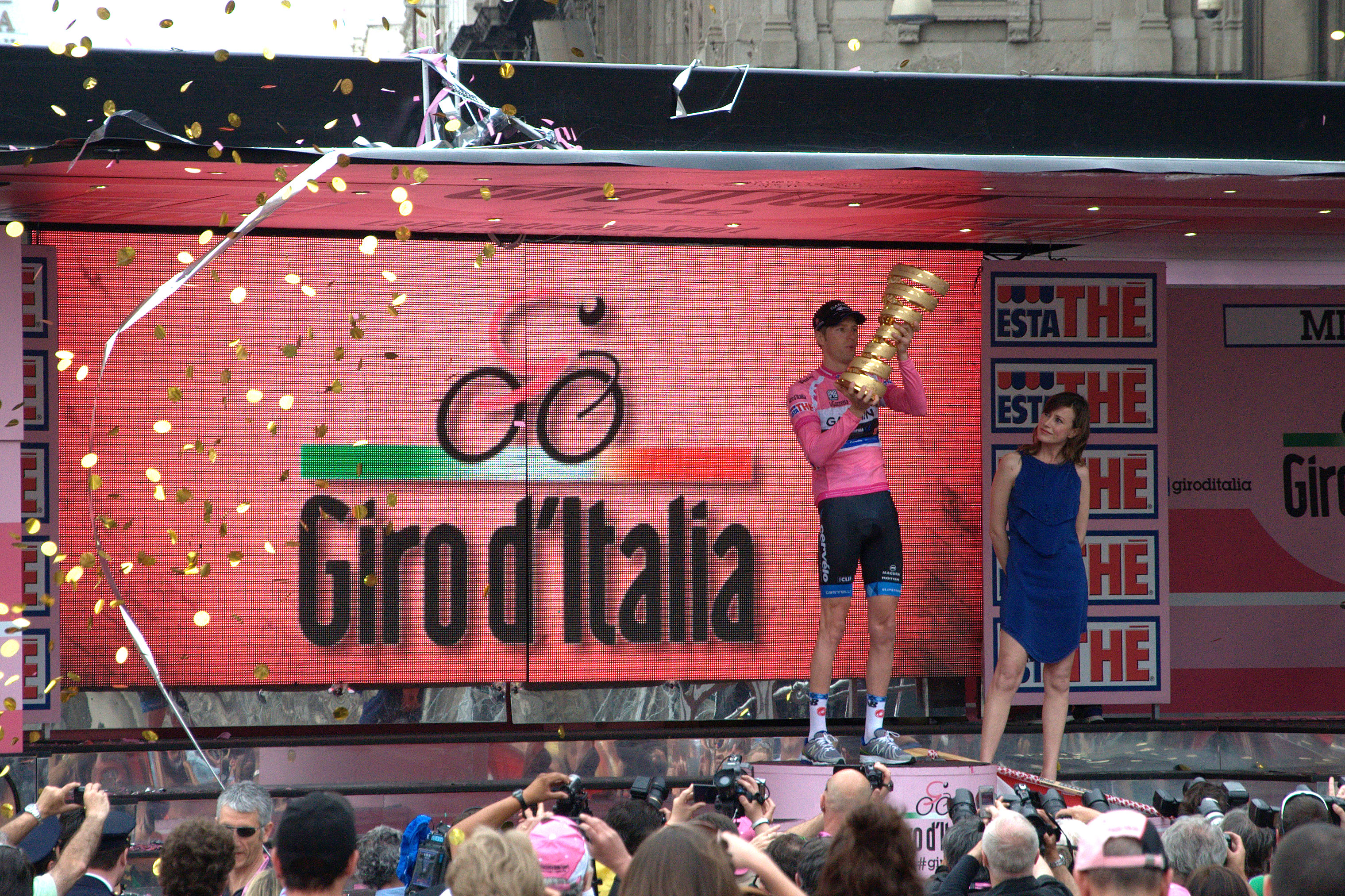
La premiazione di Ryder Hesjedal a Milano, primo trionfo di un canadese al Giro d'Italia

| Pos. | Corridore          | Squadra     | Tempo     |
| ---- | ------------------ | ----------- | --------- |
| 1    | Ryder Hesjedal     | Garmin      | 91h39'02" |
| 2    | Joaquim Rodríguez  | Katusha     | a 16"     |
| 3    | Thomas De Gendt    | Vacansoleil | a 1'39"   |
| 4    | Michele Scarponi   | Lampre      | a 2'05"   |
| 5    | Ivan Basso         | Liquigas    | a 3'44"   |
| 6    | Damiano Cunego     | Lampre      | a 4'40"   |
| 7    | Rigoberto Urán     | Sky         | a 5'57"   |
| 8    | Domenico Pozzovivo | Colnago     | a 6'28"   |
| 9    | Sergio Henao       | Sky         | a 7'50"   |
| 10   | Mikel Nieve        | Euskaltel   | a 8'08"   |

### Classifica a punti - Maglia rossa
| Pos. | Corridore          | Squadra | Punti |
| ---- | ------------------ | ------- | ----- |
| 1    | Joaquim Rodríguez  | Katusha | 139   |
| 2    | Mark Cavendish     | Sky     | 138   |
| 3    | Ryder Hesjedal     | Garmin  | 113   |
| 4    | Michele Scarponi   | Lampre  | 81    |
| 5    | Domenico Pozzovivo | Colnago | 80    |

### Classifica scalatori - Maglia azzurra
| Pos. | Corridore          | Squadra      | Punti |
| ---- | ------------------ | ------------ | ----- |
| 1    | Matteo Rabottini   | Farnese Vini | 84    |
| 2    | Stefano Pirazzi    | Colnago      | 44    |
| 3    | Andrey Amador      | Movistar     | 43    |
| 4    | Michał Gołaś       | Omega Ph.    | 34    |
| 5    | Domenico Pozzovivo | Colnago      | 26    |

### Classifica giovani - Maglia bianca
| Pos. | Corridore          | Squadra  | Tempo     |
| ---- | ------------------ | -------- | --------- |
| 1    | Rigoberto Urán     | Sky      | 91h44'59" |
| 2    | Sergio Henao       | Sky      | a 1'53"   |
| 3    | Gianluca Brambilla | Colnago  | a 8'23"   |
| 4    | Diego Ulissi       | Lampre   | a 31'20"  |
| 5    | Damiano Caruso     | Liquigas | a 43'48"  |

### Classifica a squadre - Trofeo Fast Team
| Pos. | Squadra               | Tempo      |
| ---- | --------------------- | ---------- |
| 1    | Lampre-ISD            | 274h19'46" |
| 2    | Movistar Team         | a 10'53"   |
| 3    | Sky Procycling        | a 37'07"   |
| 4    | Astana Pro Team       | a 43'12"   |
| 5    | Team Garmin-Barracuda | a 51'52"   |

### Classifica a squadre - Trofeo Super Team
| Pos. | Squadra                | Punti |
| ---- | ---------------------- | ----- |
| 1    | Team Garmin-Barracuda  | 363   |
| 2    | Sky Procycling         | 345   |
| 3    | Katusha Team           | 301   |
| 4    | Colnago-CSF Inox       | 253   |
| 5    | Omega Pharma-Quickstep | 244   |

## Punteggi UCI
| Pos. | Corridore             | Squadra        | Punti |
| ---- | --------------------- | -------------- | ----- |
| 1    | Ryder Hesjedal        | Garmin         | 185   |
| 2    | Joaquim Rodríguez     | Katusha Team   | 182   |
| 3    | Thomas De Gendt       | Vacansoleil    | 119   |
| 4    | Michele Scarponi      | Lampre-ISD     | 103   |
| 5    | Ivan Basso            | Liquigas       | 88    |
| 6    | Damiano Cunego        | Lampre-ISD     | 78    |
| 7    | Rigoberto Urán        | Sky Procycling | 62    |
| 8    | Mark Cavendish        | Sky Procycling | 58    |
| 9    | Sergio Henao          | Sky Procycling | 46    |
| 10   | Mikel Nieve           | Euskaltel      | 42    |
| 11   | John Gadret           | AG2R La Mond.  | 33    |
| 12   | Matthew Goss          | Orica-GreenE.  | 32    |
| 13   | Roman Kreuziger       | Astana         | 30    |
| 14   | Dario Cataldo         | Omega Pharma   | 27    |
| 15   | Andrey Amador         | Movistar Team  | 20    |
| 16   | Johann Tschopp        | BMC Racing     | 18    |
| 17   | Paolo Tiralongo       | Astana         | 17    |
| 18   | Lars Bak              | Lotto-Belisol  | 16    |
| 18   | Jon Izagirre          | Euskaltel      | 16    |
| 18   | Taylor Phinney        | BMC Racing     | 16    |
| 18   | Marco Pinotti         | BMC Racing     | 16    |
| 18   | Geraint Thomas        | Sky Procycling | 16    |
| 18   | Francisco Ventoso     | Movistar Team  | 16    |
| 24   | Hubert Dupont         | AG2R La Mond.  | 10    |
| 25   | Marzio Bruseghin      | Movistar Team  | 8     |
| 25   | Sandy Casar           | FDJ-BigMat     | 8     |
| 25   | Francesco Chicchi     | Omega Pharma   | 8     |
| 25   | Juan José Haedo       | Saxo Bank      | 8     |
| 25   | Beñat Intxausti       | Movistar Team  | 8     |
| 25   | Alexander Kristoff    | Katusha Team   | 8     |
| 25   | Adriano Malori        | Lampre-ISD     | 8     |
| 32   | Tyler Farrar          | Garmin         | 6     |
| 32   | Sergio Pardilla       | Movistar Team  | 6     |
| 32   | Alex Rasmussen        | Garmin         | 6     |
| 35   | Mark Renshaw          | Rabobank       | 5     |
| 36   | Daniele Bennati       | RadioShack     | 4     |
| 36   | Stef Clement          | Rabobank       | 4     |
| 36   | Francis De Greef      | Lotto-Belisol  | 4     |
| 36   | Michał Gołaś          | Omega Pharma   | 4     |
| 36   | Robert Hunter         | Garmin         | 4     |
| 36   | Alberto Losada        | Katusha Team   | 4     |
| 36   | Giacomo Nizzolo       | RadioShack     | 4     |
| 36   | Fränk Schleck         | RadioShack     | 4     |
| 36   | Jesse Sergent         | RadioShack     | 4     |
| 36   | Geoffrey Soupe        | FDJ-BigMat     | 4     |
| 36   | Tomas Vaitkus         | Orica-GreenE.  | 4     |
| 36   | Giovanni Visconti     | Movistar Team  | 4     |
| 48   | Jan Bakelants         | RadioShack     | 2     |
| 48   | Manuele Boaro         | Saxo Bank      | 2     |
| 48   | Damiano Caruso        | Liquigas       | 2     |
| 48   | Arnaud Démare         | FDJ-BigMat     | 2     |
| 48   | Aleksandr D'jačenko   | Astana         | 2     |
| 48   | Mathias Frank         | BMC Racing     | 2     |
| 48   | Daniel Moreno         | Katusha Team   | 2     |
| 55   | Manuel Belletti       | AG2R La Mond.  | 1     |
| 55   | Lucas Sebastián Haedo | Saxo Bank      | 1     |
| 55   | José Herrada          | Movistar Team  | 1     |
| 55   | Gustav Larsson        | Vacansoleil    | 1     |
| 55   | Ivan Santaromita      | BMC Racing     | 1     |

| Pos. | Squadra                | Punti |
| ---- | ---------------------- | ----- |
| 1    | Team Garmin-Barracuda  | 201   |
| 2    | Katusha Team           | 196   |
| 3    | Lampre-ISD             | 189   |
| 4    | Sky Procycling         | 182   |
| 5    | Vacansoleil-DCM        | 120   |
| 6    | Liquigas-Cannondale    | 90    |
| 7    | Euskaltel-Euskadi      | 58    |
| 7    | Movistar Team          | 58    |
| 9    | BMC Racing Team        | 53    |
| 10   | Astana Pro Team        | 49    |
| 11   | AG2R La Mondiale       | 44    |
| 12   | Omega Pharma-Quickstep | 39    |
| 13   | Orica-GreenEDGE        | 36    |
| 14   | Lotto-Belisol Team     | 20    |
| 15   | RadioShack-Nissan      | 18    |
| 16   | FDJ-BigMat             | 14    |
| 17   | Team Saxo Bank         | 11    |
| 18   | Rabobank Cycling Team  | 9     |

| Pos. | Nazione       | Punti |
| ---- | ------------- | ----- |
| 1    | Italia        | 313   |
| 2    | Spagna        | 264   |
| 3    | Canada        | 185   |
| 4    | Belgio        | 125   |
| 5    | Colombia      | 108   |
| 6    | Regno Unito   | 74    |
| 7    | Francia       | 57    |
| 8    | Australia     | 37    |
| 9    | Rep. Ceca     | 30    |
| 10   | Danimarca     | 22    |
| 10   | Stati Uniti   | 22    |
| 12   | Costa Rica    | 20    |
| 12   | Svizzera      | 20    |
| 14   | Argentina     | 9     |
| 15   | Norvegia      | 8     |
| 16   | Lituania      | 4     |
| 16   | Lussemburgo   | 4     |
| 16   | Nuova Zelanda | 4     |
| 16   | Paesi Bassi   | 4     |
| 16   | Polonia       | 4     |
| 16   | Sudafrica     | 4     |
| 22   | Kazakistan    | 2     |
| 23   | Svezia        | 1     |